# Kan'en
L'era Kan'en (寛延?) fu un'era del Giappone (年号?, nengō, lett. "nome dell'anno") compresa tra l'era Enkyō e l'era Hōreki, che comprende l'arco di tempo che va dal luglio 1748 all'ottobre 1751. L'imperatore regnante fu Momozono, lo shōgun in carica fu Tokugawa Ieshige.

## Il cambio di era
Nel 1748 (寛延元年?, Kan'en gan'nen) il nome dell'era viene cambiato in Kan'en in occasione dell'incoronazione dell'imperatore Momozono.

## Eventi dell'era Kan'en
- 1748 (Kan'en 1): a Osaka viene messa in scena per la prima volta il Chūshingura di Takeda Izumo; uno spettacolo di bunraku che racconta la vicenda dei quarantasette rōnin.[3]
- 1748 (Kan'en 1): degli ambasciatori dalla Corea e dal Regno delle Ryūkyū vengono ricevuti a Kyoto.[2]
- 7 ottobre, 1749 (Kan'en 2, 26º giorno dell'8º mese): una violentissima tempesta si abbatte su Kyoto, parte del castello di Nijō in seguito a un incendio causato da un fulmine.[4]